# Paraknoxia parviflora
Paraknoxia parviflora är en måreväxtart som först beskrevs av Otto Stapf och Bernard Verdcourt, och fick sitt nu gällande namn av Bernard Verdcourt och Cornelis Eliza Bertus Bremekamp. Paraknoxia parviflora ingår i släktet Paraknoxia och familjen måreväxter. Inga underarter finns listade i Catalogue of Life.